# Elisabet Stienstra
Elisabet Stienstra (Gasselternijveen, 6 januari 1967) is een Nederlandse beeldhouwster.

## Leven en werk
Elisabet Bea Stienstra volgde van 1984 tot 1988 een opleiding aan de Academie Minerva te Groningen en van 1988 tot 1990 de opleiding aan de Rijksakademie van beeldende kunsten te Amsterdam. Een van haar vroegste werken On the edge of a Tunnel uit 1989 werd opgenomen in de publieke kunstroute van het LUMC te Leiden. Zij vestigde zich als beeldend kunstenaar in Amsterdam. Haar werk bevindt zich onder meer in het Museum Arnhem, in het Museum Het Valkhof te Nijmegen, in het Museum Beelden aan Zee, in de Achmea Kunstcollectie en in de Interpolis kunstcollectie.
"Stienstra maakt volgens klassieke procédés sculpturen in hout, marmer, brons of een combinatie van die materialen".

## Werken (selectie)
- On the edge of a Tunnel - kunstroute LUMC - Leiden (1989)
- Sophia Kinderziekenhuis - Rotterdam (1993)
- Twee bronzen beelden op de voormalige Wingerdschool - Amsterdam-Noord (1995)
- Najadengroep - Wierden (1997)
- Three floating figures of de De Maagden van Apeldoorn - Apeldoorn (2001)
- Roerdompplantsoen - Badhoevedorp (2001)
- Panic in Prato - Prato, Italië (2005)
- Sabijns Poppenspel - Heemskerk (2012)

## Fotogalerij

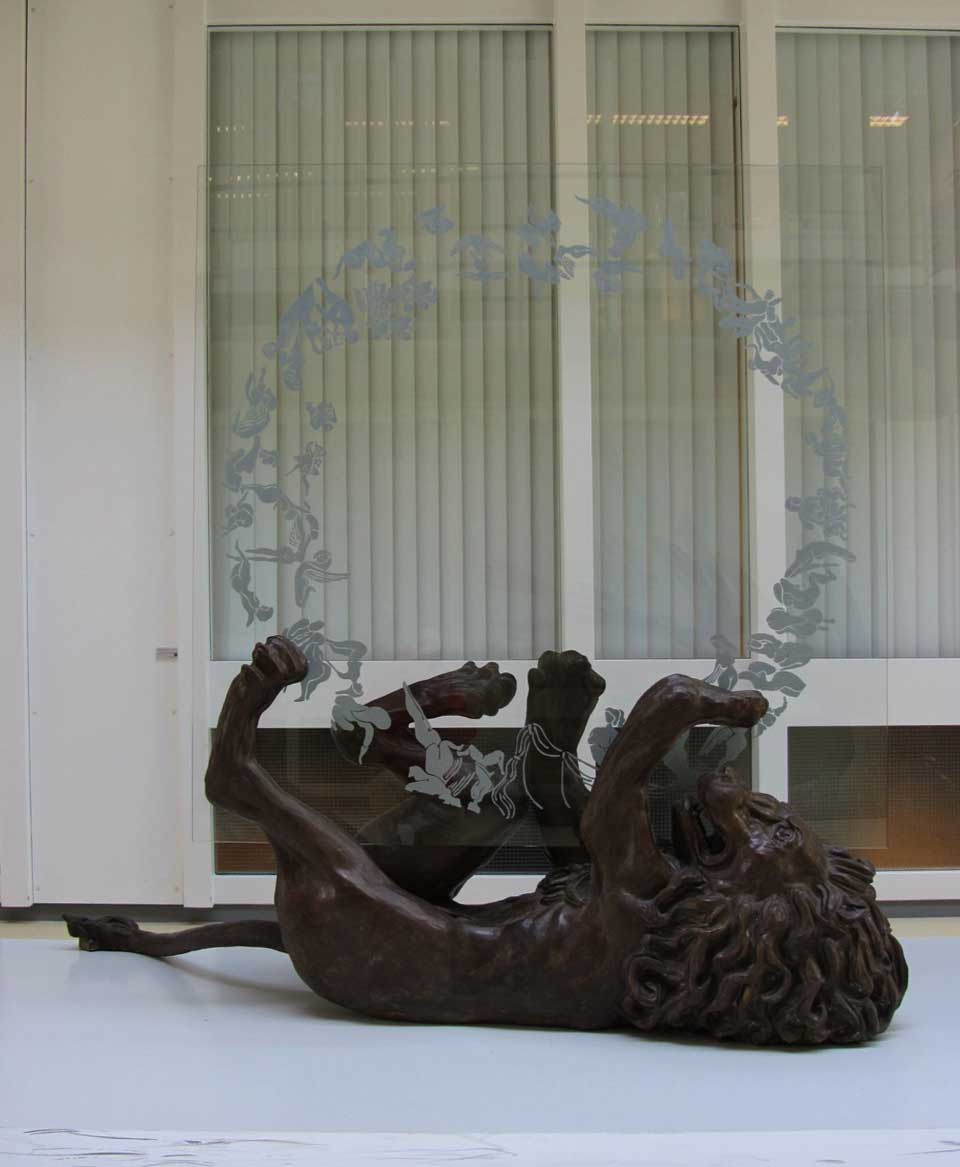
On the edge of a Tunnel, Leiden
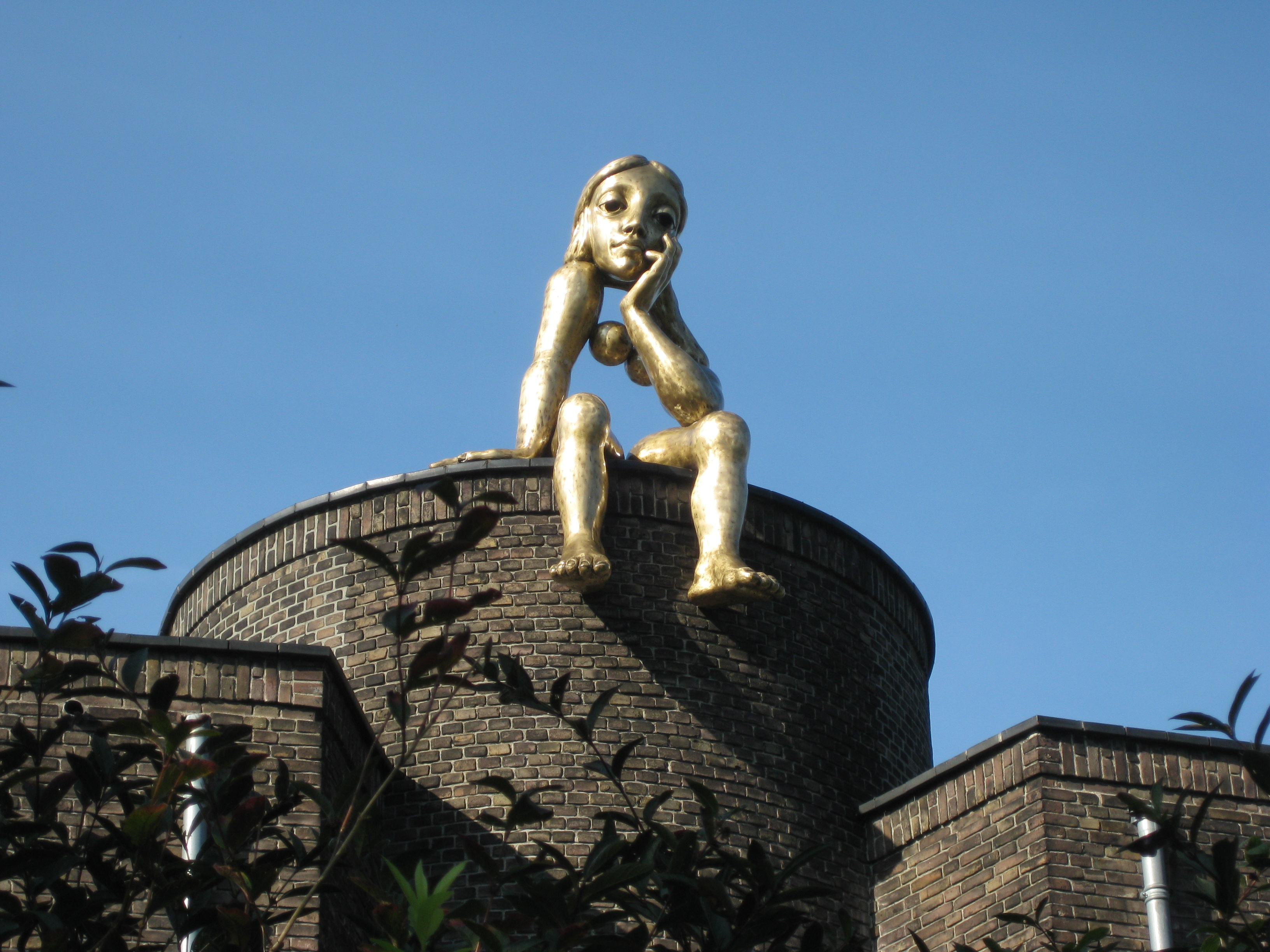
Twee beelden, Amsterdam
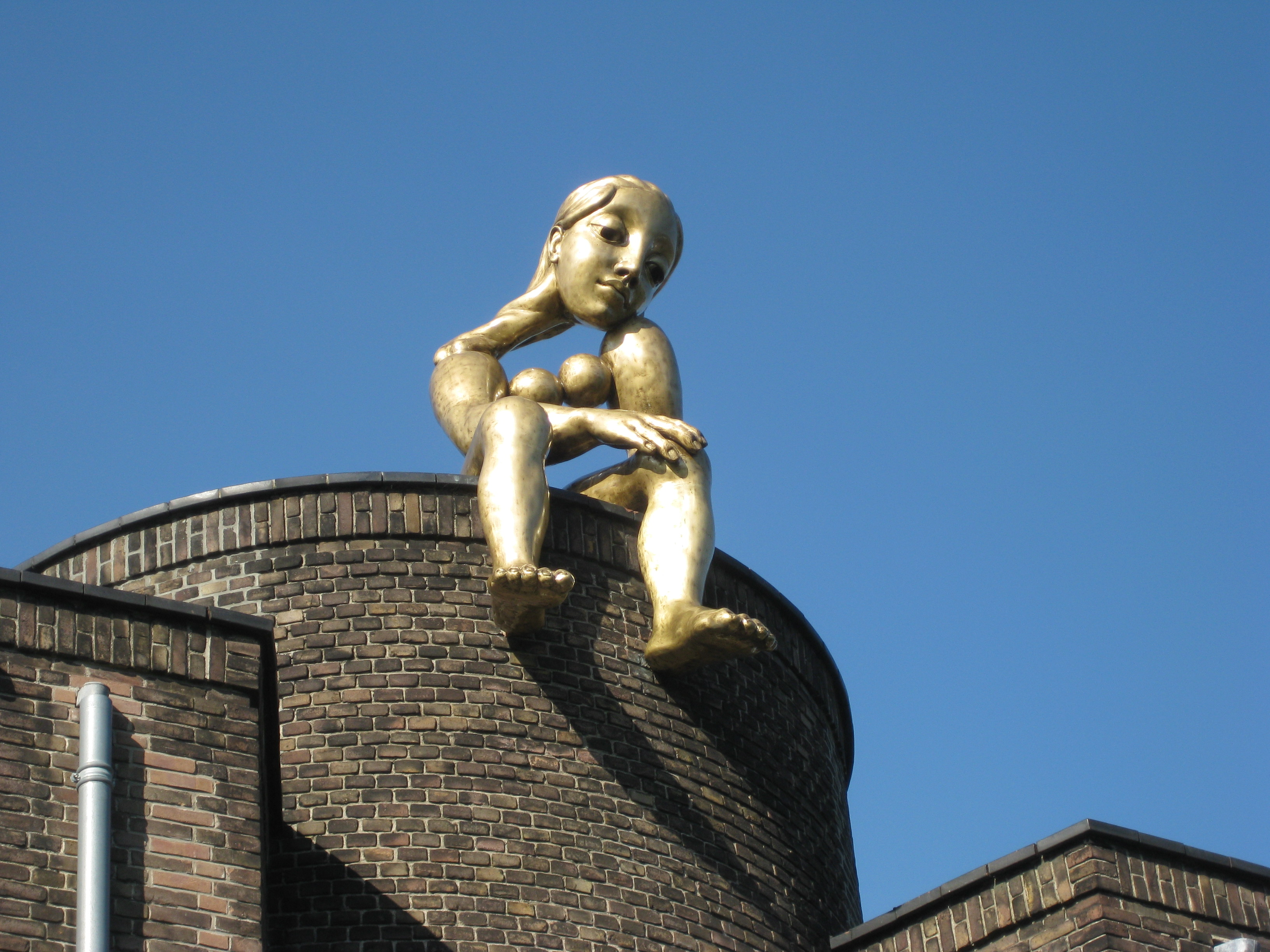
Twee beelden, Amsterdam
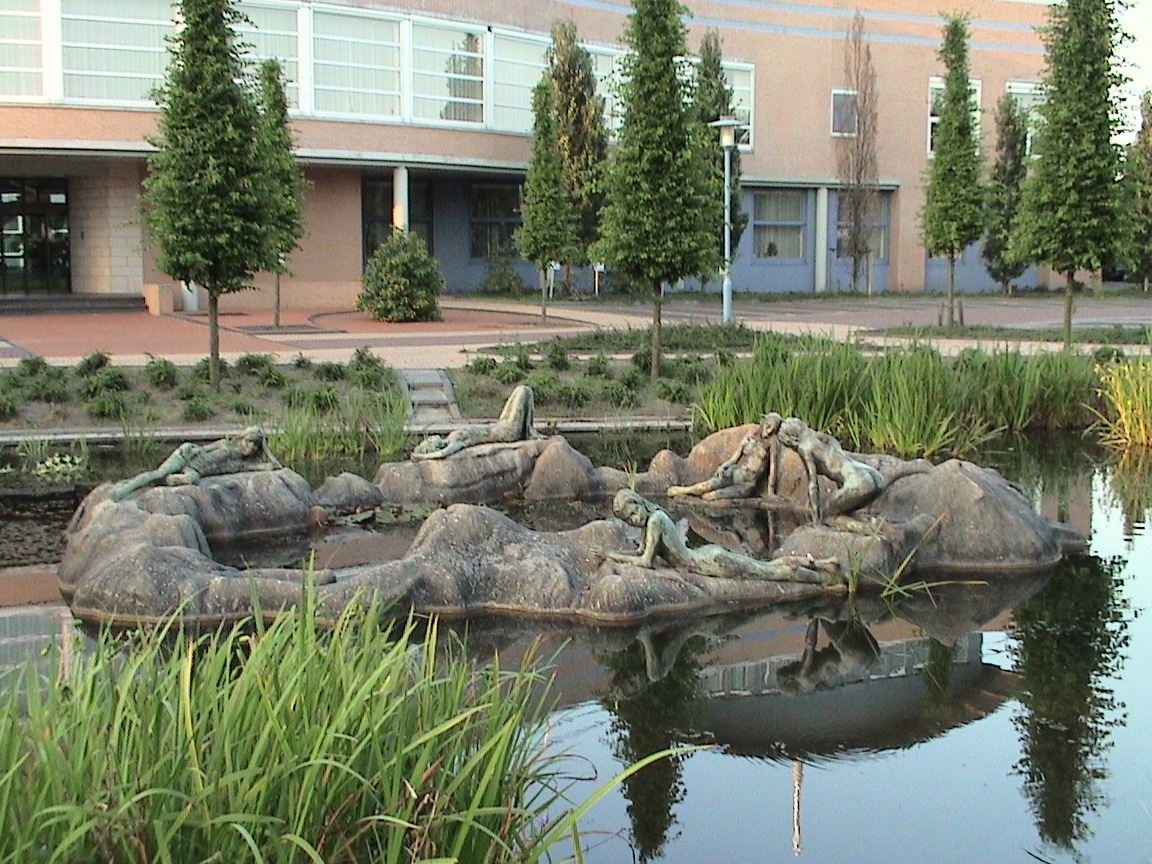
Najadengroep, Wierden
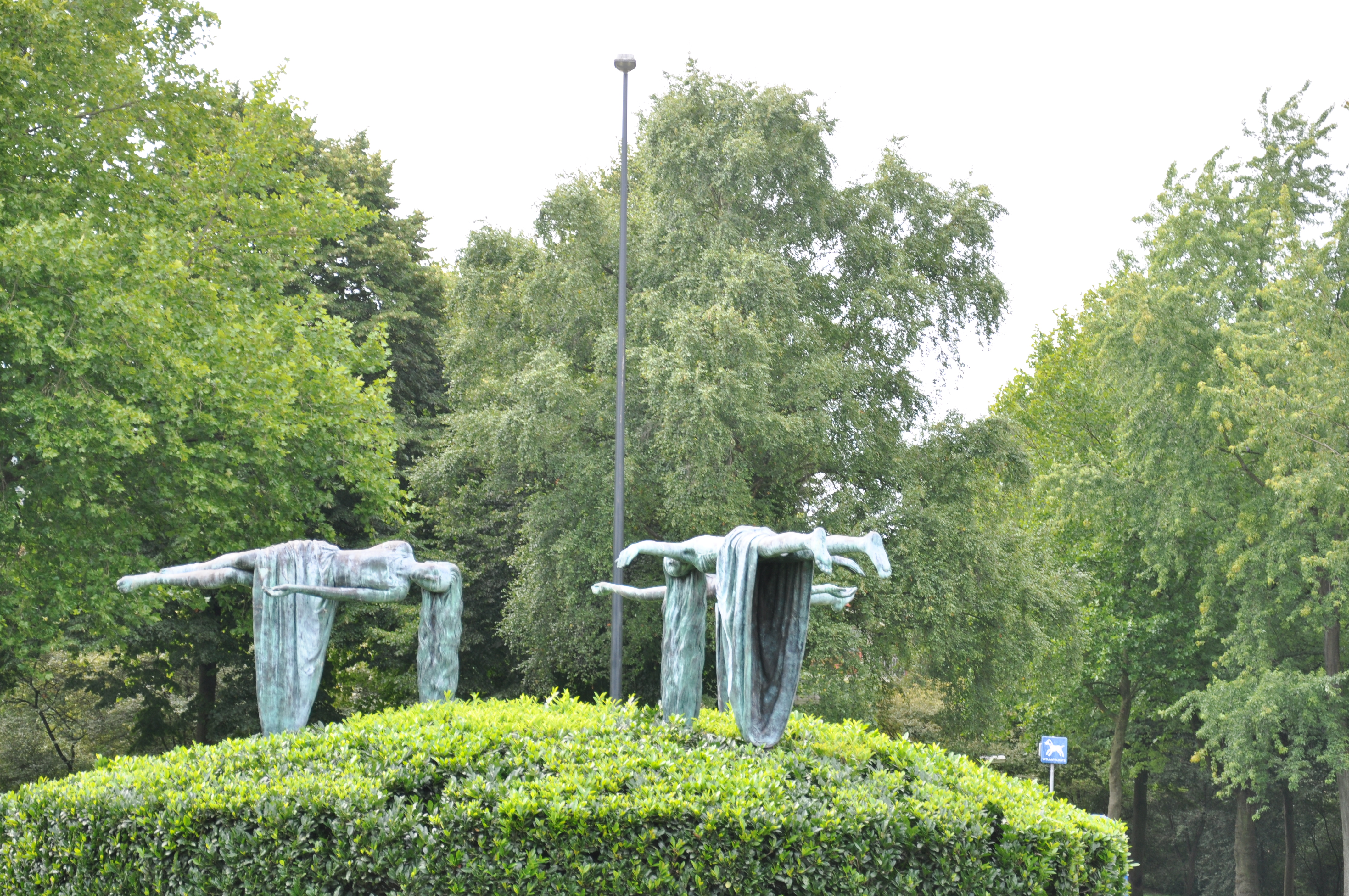
Zwevende maagden, Apeldoorn
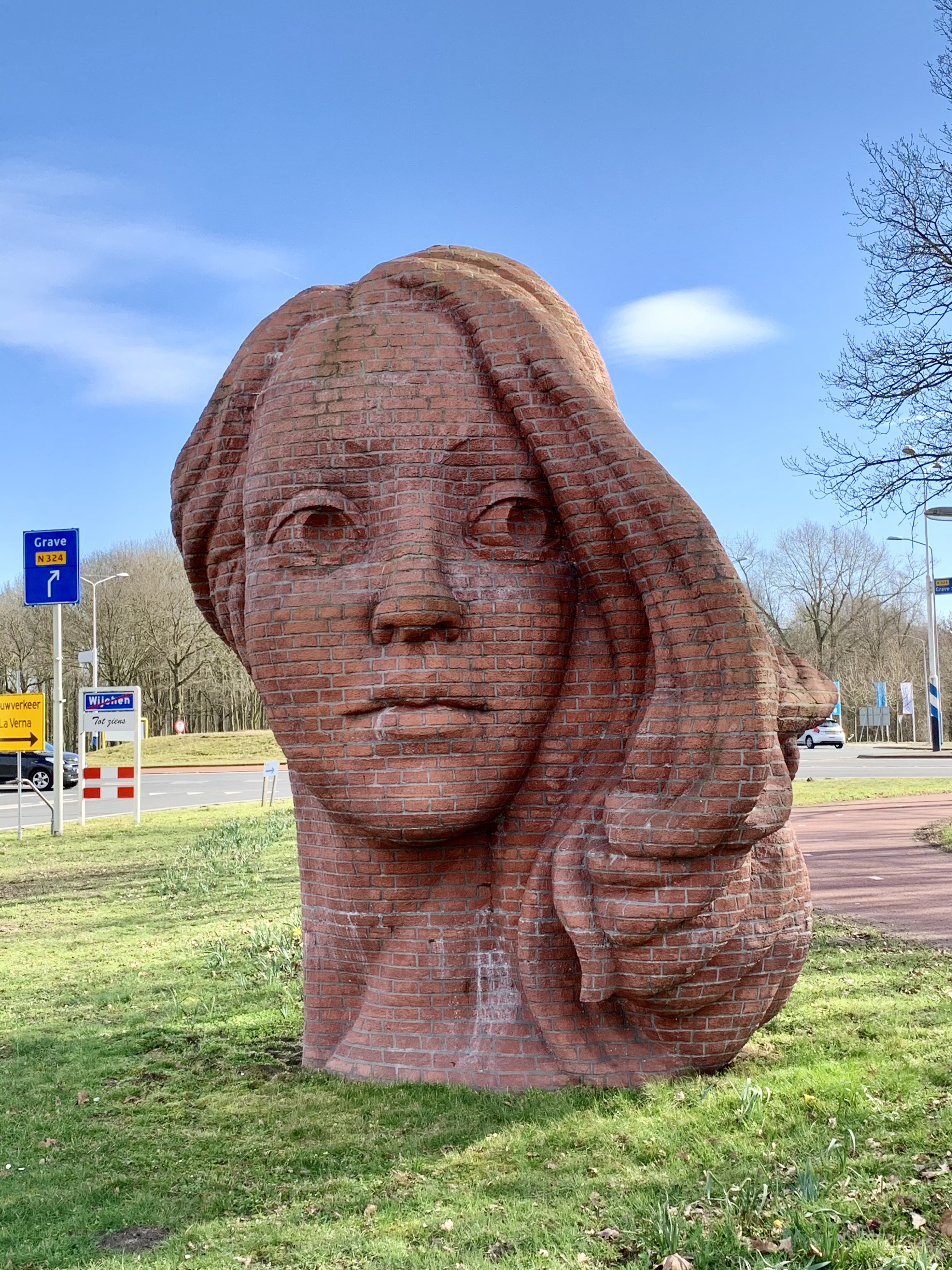
Twee monumentale hoofden, Wijchen
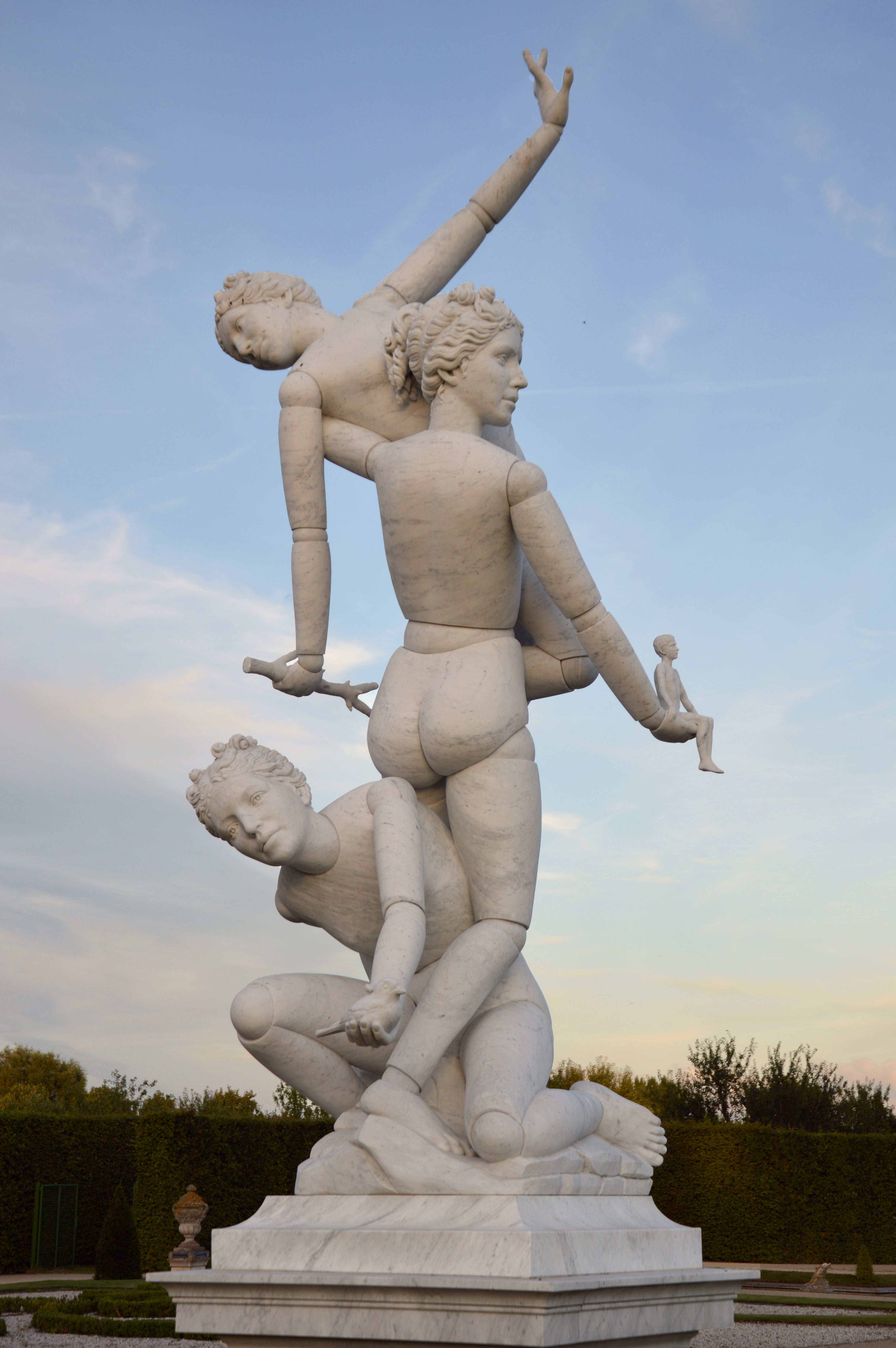
Sabijns Poppenspel, Heemskerk